# فرمان (فیلم ۲۰۲۴)
فرمان (به انگلیسی: The Order) یک فیلم سرقت و درام-جنایی محصول سال ۲۰۲۴ سینمای کانادا به کارگردانی جاستین کرزل و نویسندگی زک بیلین است که بر اساس کتاب غیرداستانی اخوت خاموش: داستان دلخراش جنبش شبه نظامیان خشونت‌آمیز، ضد دولتی آمریکا نوشته کوین فلین و گری گرهارت در سال ۱۹۸۹ ساخته شده است. داستان فیلم حول محور یک مأمور اف‌بی‌آی است که به دنبال یک گروه تروریستی برتری‌طلب سفیدپوست معروف به فرمان می‌رود که در دهه ۱۹۸۰ در ایالات متحده فعال بودند. جود لا، نیکلاس هولت، تای شرایدن، جرنی اسمالت، آلیسون الیور و مارک مارون در این فیلم ایفای نقش می‌کنند.
این فیلم اولین نمایش جهانی خود را در هشتاد و یکمین جشنواره بین‌المللی فیلم ونیز در ۳۱ اوت ۲۰۲۴ انجام داد و در آنجا برای گرفتن جایزه شیر طلایی رقابت کرد. این فیلم قرار است بعداً به صورت دیجیتالی در سطح بین‌المللی در پرایم ویدئو منتشر شود.

## خلاصه داستان
در فیلم فرمان، مجموعه‌ای از سرقت‌های بانکی و سرقت خودرو، جوامع را در شمال غربی اقیانوس آرام ترساند. یک مأمور اف‌بی‌آی تنها معتقد است که این جنایات کار جنایتکارانی با انگیزه مالی نبوده، بلکه گروهی از تروریست‌های خطرناک داخلی بوده‌اند و …

## ساخت
فیلمبرداری در می ۲۰۲۳ در آلبرتا کانادا آغاز شد.

## بازخوردها
- در وب‌سایت جمع‌آوری نقد راتن تومیتوز بر اساس رای ۱۲۹ منتقد، با میانگین امتیاز ۷٫۶ از ۱۰ مثبت هستند.
- در متاکریتیک، که از میانگین وزنی استفاده می‌کند، بر اساس رای ۳۶ منتقد، امتیاز ۷۵ از ۱۰۰ را به فیلم اختصاص داد که نشان دهنده نقدهای «عموماً مطلوب» است.
- در بانک اطلاعات اینترنتی فیلم‌ها تا تاریخ ۱۴ فوریه ۲۰۲۵ این فیلم بر اساس رای ۲۵ هزار کاربر دارای امتیاز ۶٫۸ از ۱۰ می‌باشد.